# Гюден де ла Саблоньер, Шарль-Этьен
Не следует путать с генералом Пьером Сезаром Гюденом де ла Бардельером
Сезар Шарль Этьен Гюден де ля Саблонньер (фр. César Charles Étienne Gudin de la Sablonnière; 13 февраля 1768, Монтаржи, департамент Луаре — 22 августа 1812, Смоленск) — французский военный деятель, дивизионный генерал (1800 год), граф (1808 год), участник революционных и наполеоновских войн. Имя генерала выбито на Триумфальной арке в Париже.

## Биография

### Происхождение и служба до революции
Будущий генерал Гюден был сыном офицера полка Артуа и дворянина Габриэля Гюдена (фр. Gabriel Louis Gudin; 1732—1819) и его супруги Марии Юмери де ля Буассьер (фр. Marie Anne Humery de la Boissière; 1736—1827). Родился 13 февраля 1768 года в Монтаржи, и был крещён в тот же день в церкви Святой Мадлен. Его младший брат Пьер (фр. Pierre César Gudin des Bardelières; 1775—1855) также дослужился до звания генерала. Приходился племянником генерала Этьена Гюдена. Учился в Бриеннской военной школе вместе с Наполеоном Бонапартом.
Военную службу начал 28 октября 1782 года в жандармском корпусе Королевского дома. 2 июля 1784 года был переведён в пехотный полк Артуа (с 1 января 1791 года - 48-й пехотный полк) с производством в чин младшего лейтенанта.

### Служба во время революционных войн
1 января 1791 года произведён в лейтенанты. В составе 2-го батальона своего полка направлен на Сан-Доминго, где участвовал в подавлении восстания негров. 5 июля 1792 года вернулся во Францию и отправился в депо своего полка. В мае 1793 года назначен адъютантом своего дяди генерала Этьена Гюдена, а после его ареста был назначен адъютантом к генералу Феррану, который командовал Арденнской армией. В 1794-96 годах сражался в рядах Северной, Самбро-Маасской и Рейнской армий.
Приблизительно в 1796 году женился на Марие Крётцер (фр. Marie Jeannette Caroline Christine Creutzer; 1778—1866), чей младший брат Шарль Огюст впоследствии будет адъютантом Этьена, и дослужится до звания бригадного генерала. В браке родились пять детей:
- сын Шарль (фр. Charles Gabriel César Gudin; 1798—1874), также будущий генерал Второй империи;
- дочь Адель (фр. Adèle Gudin; 1801—1871);
- дочь Мелани (фр. Mélanie Clémentine Antoinette Gudin; 1803—1874);
- сын Пьер (фр. Jules "Pierre" César Gudin; 1808—1874);
- дочь Эме (фр. Aimée Louise Gudin; 1812—1877)[1].

В ноябре 1796 году занял должность начальника штаба генерала Гувьона-Сен-Сира, вместе с которым отступал из Баварии, затем — начальник штаба гарнизона, 24 дня защищавшего крепость Кель от австрийцев. В январе 1798 года переведён в армию, готовящуюся к высадке на Британские острова. В октябре того же года был переведён в Майнцскую армию к генералу Лефевру. В январе - апреле 1799 года вновь возглавлял штаб Гувьона-Сен-Сира.
5 февраля 1799 года произведён в бригадные генералы. В апреле 1799 года командовал бригадой у генерала Суама в обсервационном корпусе у Мангейма, а затем назначен генералом Массена командиром бригады в 4-й дивизии генерала Сульта в Армии Гельвеции. Проявил себя храбрым и распорядительным командиром. После соединения Дунайской и Рейнской армий сначала командовал бригадой в дивизии генерала Лекурба. Он атаковал и занял позицию у перевала Гримзель 9 июля, перешёл через Фурку, чтобы присоединиться к генералу Лекурбу в битве при Оберальпе 14 августа. Выбитый русскими маршала Суворова из Айроло и перевала Сен-Готард 16 августа, он отбил их в конце сентября. Участвовал в битве под Филипсбургом. С 5 октября 1799 года — начальник штаба при генерале Лекурбе в Рейнской армии. Отличился в сражениях при Штокахе, Мескирхе и Меммингене. 23 мая 1800 года заменил генерала Вандама на посту командира дивизии. Сражался при Хёхштадте и Нойбурге. С 4 июля 1800 года командовал 2-й дивизией в корпусе генерала Лекурба. 22 августа 1800 года был назначен командующим 10-го военного округа в Тулузе.

### Во главе пехотной дивизии
23 августа 1804 года сменил генерала Дюрютта во главе 3-й дивизии в лагере Брюгге маршала Даву и с тех пор стал одним из его самых доверенных подчинённых и любимых дивизионных командиров. Жорж Риволле отмечает, что «конец 1804 и 1805 годов были полностью посвящены Гюденом обучению войск, а также маневрам и стрельбе, которые следовали друг за другом без остановки».
29 августа 1805 года 3-я дивизия Гюдена была официально включена в состав 3-го армейского корпуса Великой Армии под командованием Даву и приняла в его составе участие в кампании 1805 года. Когда пришло время форсировать Рейн, его дивизия состояла из двух бригад, общей численностью 6728 человек. В ноябре он разместился со своими войсками в Пресбурге. Незадолго до битвы при Аустерлице он покинул этот город, чтобы присоединиться к основным силам армии в направлении Брюнна, но прибыл на поле битвы только на следующий день после столкновения.
Во время Прусской кампании Наполеона 1806 года принял выдающееся участие в сражении при Ауэрштедте 14 октября, решившем вместе с Йенской битвой судьбу Пруссии. Военный историк Чандлер описывает действия генерала Гюдена в Ауэрштедской битве следующим образом:
«Генерал во время марша своей дивизии в авангарде III корпуса Даву …внезапно наткнулся на 4 эскадрона и 1 батарею пруссаков.
 Гюден сразу принял меры предосторожности, построив свою пехоту в каре, прежде чем продолжить путь.
 Затем, когда поднялся туман, стала видна прусская кавалерия на расстоянии около 1,000 ярдов. Гюден, не теряя времени,
 открыл огонь. Это заставило сразу же замолчать пушки пруссаков, а их кавалерия пустилась в бегство…»
Позднее, во время той же битвы Гюдену «…противостояли 9 пехотных батальонов, 24 пушки и 16 кавалерийских эскадронов. Однако каре Гюдена без труда отбили повторные атаки пруссаков на правом фланге, оттеснив их к Эккартсбергу…». Цена этого героизма была, однако, велика. Дивизия Гюдена потеряла 40 % своего боевого состава. В награду Император приказал, чтобы именно дивизия Гюдена 25 октября первой вступила в Берлин. 29 октября 1806 года Гюден осадил крепость Кюстрин и 1 ноября принудил её к сдаче, взяв в плен 4000 человек. 29 ноября во главе своей дивизии вступил в Варшаву. Переправившись через Вислу и Нарев, отличился в сражении при Насельске. 26 декабря 1806 года его дивизия опоздала к началу сражения при Пултуске, сам генерал в этот день был болен, и его функции выполнял генерал Дольтан. 8 февраля 1807 года Император столкнулся с русским генералом Беннигсеном в битве при Эйлау, где корпусу Даву было поручено атаковать левый фланг русских. Бригада Пети, входящая в состав 3-й дивизии, прибыла к месту сражения в начале дня и сразу же пошла на поддержку Морана и Фриана, которые вели ожесточённый бой с русскими. Остальные войска Гюдена вскоре после этого подошли к полю боя, и генералу удалось захватить деревни Ауклаппен, Лампаш и Кутшиттен. Однако прибытие прусского корпуса Лестока вынудило его эвакуировать эти две последние деревни. Пока 12-й линейный увяз в бою, Гюден начал контратаку 51-м и 108-м линиейными полками, что в сочетании с давлением войск Фриана и Морана вынудило русских отступить. 10 февраля дивизии Фриана и Гюдена возобновили наступление, но временное перемирие положило конец боевым действиям.
В конце 1808 года испросил четыре месяца для восстановления здоровья. Вскоре после этого был отозван в армию, где его дивизия и дивизия Морана были временно переданы под командование маршала Ланна и участвовали в этом качестве в битве при Абенсберге. 22 апреля, когда Даву столкнулся с эрцгерцогом Карлом у деревни Экмюль, Наполеон, прибывший с юга, вступил в бой с дивизиями Морана и Гюдена с миссией обойти левое крыло австрияков. Переправившись через ручей, 3-я дивизия 3-го корпуса оттеснила австрийскую бригаду и заняла деревню Роггинг; батальон 12-й линейного также способствовал взятию деревни Экмюль. После этой победы, принесшей Даву княжеский титул, войска 3-го корпуса пускаются в погоню за отступающими к Регенсбургу австрийцами и, взяв эту крепость, собираются вокруг Вены. На 1 июня 1809 года дивизия Гюдена насчитывала 10 588 человек, разделённая на три бригады под командованием генералов Леклерка де Эссара, Буайе де Ребваля и Дюпплена. 30 июня дивизия генерала захватила австрийский плацдарм, расположенный на нескольких дунайских островах перед Пресбургом, нанеся противнику потери в 1800 человек. Через неделю произошло сражение при Ваграме, которое длилось два дня. Первая атака, предпринятая вечером 5 июля против деревни Маркграфнойзидль корпусом Даву, провалилась, и Наполеон отдал приказ повторить попытку на следующий день, 6 июля. Однако в тот день утром именно австрийский корпус Розенбергу начал первую атаку на французские позиции. Отбросив дивизию Пюто из деревни Гроссхофен, австрийцы продолжили наступление на Глинцендорф, но затем были остановлены огнём дивизий Гюдена и Фриана при поддержке кавалерии. Нападающие в беспорядке отступают к Гроссхофену, откуда их, наконец, изгоняют, вынуждая Розенберга отойти на исходные позиции. В 10 часов утра Даву, в свою очередь, перешёл в наступление. В то время как Моран и Фриан обошли позиции Маркграфнойзидля, дивизия Гюдена вместе с дивизией Пюто переправилась через ручей Руссбах и атаковала деревню в лоб. Несмотря на ожесточённое сопротивление австрийских войск, Гюден, лично встал во главе 85-го линейного, около полудня захватил плато Ньёзедль и соединился с остальными частями 3-го корпуса. Прибытие корпуса Гогенцоллерна, пришедшего на помощь Розенбергу, справа от дивизии Гюдена временно затруднило положение 85-го линейного, но австрийские подкрепления были окончательно разбиты. В ходе сражения генерал получил четыре пулевых ранения.
В августе 1809 года Гюден был назначен губернатором дворца в Фонтенбло. Следующие два года проходят без заметных событий. В январе 1810 года Гюдену разрешили взять отпуск для лечения нарыва в ухе. В том же году его дивизия дислоцировалась в Вестфалии, а затем обосновалась в Магдебурге.

### Ранение и смерть генерала
С 1 апреля 1812 года командовал всё той же 3-й дивизией в составе 1-го корпуса Великой Армии. В начале кампании дивизии Морана, Фриана и Гюдена были выделены из состава 1-го корпуса и переданы в прямое подчинение Наполеона. 27 июля дивизия Гюдена участвовала в Витебском сражении, но её бой был прерван из-за отступления русских. Через несколько недель, 17 августа, 1-й корпус активно участвовал в боях за овладение пригородами Смоленска. 3-я дивизия захватила предместье Мстислава и установила там батарею, что в сочетании с огнём пушек Морана и Фриана ускорило эвакуацию города русскими войсками. 19 августа, когда Гюден посещал религиозный памятник на правом берегу Днепра в сопровождении Императора, адъютант маршала Нея сообщил им, что войска последнего сдерживаются русским арьергардом, прочно закрепившимся на плато у Валутиной Горы. Наполеон приказал Гюдену срочно выдвинуться со своей дивизией на театр боевых действий. По прибытии генерал поговорил с Неем и посоветовал ему дождаться окончания манёвра охвата под руководством Жюно, чтобы начать новую атаку. Его предложения были плохо восприняты, и между двумя мужчинами завязался оживлённый диалог, который Гюден завершил таким ответом: «Вы увидите, как моя дивизия знает, как занять позицию, которую она должна атаковать». Когда 3-я дивизия только что опрокинула центр русской колонны и собиралась захватить позицию противника, в Гюдена попало пушечное ядро, оторвавшее левую ногу и серьёзно ранившее другую. Был эвакуирован в Смоленск. Скончался 22 августа 1812 года, после того, как у его постели побывал Император. По словам Наполеона, Гюден «давно бы уже получил жезл маршала, если бы можно было раздавать эти жезлы всем, кто их заслуживал».
Наполеон назначил вдове генерала пенсию в размере 12 000 франков, а также пожертвовал по 4 000 франков на каждого из детей с титулом барона. Наполеон посвятил ему надгробную речь в 14-м бюллетене Великой Армии от 23 августа: «Генерал Гюден был одним из самых выдающихся офицеров в армии; он заслуживал похвалы как за свои моральные качества, так и за храбрость и бесстрашие». Гюден был другом маршала Даву, который плакал при получения известия о его смерти.
Сердце генерала было извлечено и похоронено во Франции, на кладбище Пер-Лашез. На надгробном памятнике высечена надпись: «Захоронено лишь сердце. Тело погребено в цитадели Смоленска (Россия). Сердце, перевезённое во Францию по приказу Наполеона I, покоится здесь».
Долгое время могила Гюдена в Смоленске считалась утерянной. В июле 2019 года было объявлено, что на Королевском бастионе в Лопатинском саду Смоленска предполагаемое захоронение найдено группой русских и французских исследователей, организатором экспедиции явился президент русско-французского фонда исторических инициатив П. Малиновский. Генетическая экспертиза подтвердила, что останки (одноногий скелет), найденные в могиле, принадлежат генералу Гюдену.
В июне 2021 года останки генерала Гюдена были переданы консульству Франции для дальнейшего захоронения их в Париже; церемония передачи прошла в Музее войны 1812 года. 13 июля 2021 года из московского аэропорта «Внуково-3» останки генерала Гюдена были торжественно отправлены в Париж. В официальной церемонии встречи в ангаре Музея авиации и космонавтики в пригороде Парижа Ле Бурже приняла участие французский министр по делам ветеранов Женевьев Дарьесек с почетным караулом в наполеоновской форме. Останки генерала Гюдена были захоронены в Доме инвалидов 2 декабря 2021 года в годовщину победы французов в битве при Аустерлице.

## Характеристика генерала
Адъютант Наполеона, граф Сегюр так описал генерала: «Солдат, хороший гражданин, хороший отец, хороший муж, бесстрашный полководец, справедливый и мягкий, и в то же время честный и умелый; редкое сочетание в век, когда люди с хорошими нравами слишком часто бывают неопытными и умными без морали».
Историки Франсуа Худесек, Фредерик Лемер и Мишель Руко пишут о нём, что он «расценивался своими сверстниками как энергичный генерал, который блистал в наступательных действиях, но также прекрасно владел обороной», приводя в качестве примера его кампанию в Швейцарии 1799 года и его действия в битве при Ауэрштадте 1806 года. По словам генерала Жоржа Мутона, Гюден входил в «шестёрку лучших пехотных офицеров в армии».

## Воинские звания
- Жандарм (28 октября 1782 года);
- Младший лейтенант (2 июля 1784 года);
- Лейтенант (1 января 1791 года);
- Полковник штаба (13 июня 1795 года);
- Бригадный генерал (5 февраля 1799 года);
- Дивизионный генерал (23 мая 1800 года, утверждён 22 августа 1800 года).

## Титулы
- Граф Гюден де ля Саблонньер и Империи (фр. comte Gudin de la Sablonnière et de l'Empire; декрет от 19 марта 1808 года, патент подтверждён 7 июня 1808 года в Байонне)[14][15].

## Награды
Легионер ордена Почётного легиона (11 декабря 1803 года)
 Коммандан ордена Почётного легиона (14 июня 1804 года)
 Великий офицер ордена Почётного легиона (7 июля 1807 года)
 Командор саксонского военного ордена Святого Генриха (7 июня 1808 года)
 Знак Большого Орла ордена Почётного легиона (14 августа 1809 года)

## Память
Во Франции в честь генерала Гюдена в Версальском дворце установлен его бюст. Кроме того, его имя высечено на Триумфальной арке в Париже, а одна из парижских улиц носит его имя.